# Joaquim Proença Dionísio

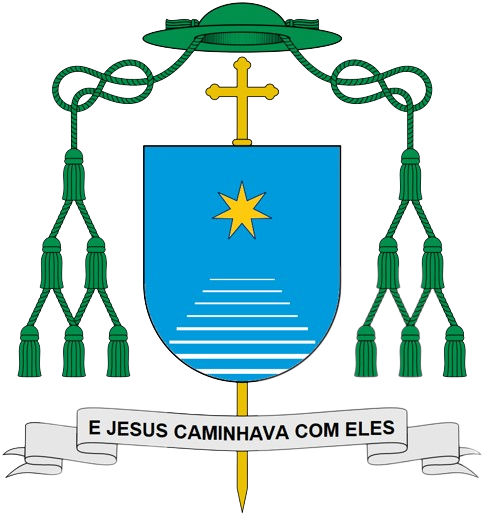
Bischofswappen von Joaquim Proença Dionísio

Joaquim Proença Dionísio (* 11. September 1968 in Cimbres) ist ein portugiesischer römisch-katholischer Geistlicher und Weihbischof in Porto.

## Leben
Joaquim Proença Dionísio studierte Philosophie und Katholische Theologie am Priesterseminar in Lamego. Am 31. Juli 1993 empfing er in Lamego durch den Bischof von Lamego, António de Castro Xavier Monteiro, das Sakrament der Priesterweihe für das Bistum Lamego.
Dionísio war zunächst als Pfarrvikar der Pfarreien Santa Maria Madalena in Gouviães sowie São Pedro und São João in Tarouca tätig. 1995 wurde er für weiterführende Studien nach Frankreich entsandt, wo er 2002 am Institut Catholique de Paris bei Laurent Villemin mit der Arbeit La mission de la paroisse rurale. Entre réorganisation territoriale et réaménagement pastoral („Der Auftrag der Landpfarrei. Zwischen territorialer Neuordnung und pastoraler Neugestaltung“) ein Lizenziat im Fach Systematische Theologie erwarb. Nach der Rückkehr in seine Heimat wurde Dionísio Pfarrer der Pfarrei Santíssimo Salvador in Penajóia. Zudem lehrte er von 2002 bis 2005 am Priesterseminar in Lamego und an der Theologischen Hochschule in Viseu. Ferner leitete er von 2005 bis 2014 das diözesane Sozialzentrum. Von 2013 bis 2020 fungierte Dionísio als Regens des Priesterseminars in Lamego. Zusätzlich wirkte er von 2017 bis 2020 als Pfarrer der Pfarrei São Silvestre in Britiande. Daneben leitete er die Kirchenzeitung des Bistums Lamego, die Diözesankommission für die Berufungspastoral, die Escola Profissional de Lamego und das Ausbildungszentrum für das pastorale Personal. Außerdem war er als Kaplan für die in Deutschland und Frankreich lebenden portugiesischsprachigen Gläubigen zuständig. Ab 2020 war Dionísio Rector ecclesiae der Wallfahrtskirche Nossa Senhora da Lapa und Pfarrer in Sernancelhe. Darüber hinaus war er Domherr an der Kathedrale von Lamego und gehörte dem Konsultorenkollegium des Bistums Lamego an.
Am 26. Mai 2023 ernannte ihn Papst Franziskus zum Titularbischof von Partenia und zum Weihbischof in Porto. Der Bischof von Lamego, António Couto SMP, spendete ihm am 16. Juli desselben Jahres in der Kathedrale von Lamego die Bischofsweihe; Mitkonsekratoren waren der Bischof von Porto, Manuel da Silva Rodrigues Linda, und der Bischof von Leiria-Fátima, José Ornelas Carvalho SCJ. Sein Wahlspruch E Jesus caminhava com eles („Und Jesus ging mit ihnen“) stammt aus Lk 24,15 .

## Schriften
- La mission de la paroisse rurale. Entre réorganisation territoriale et réaménagement pastoral. Institut Catholique de Paris, Paris 2002.
- Ao ritmo do tempo. Olhar a actualidade. Empresa do diário do Minho, Braga 2017.
- Santuário de Nossa Senhora da Lapa. Hoje como ontem ao serviço da fé. Santuário da Lapa, Sernancelhe 2022.